# Birgitt Hufnagl
Birgitt Hufnagl, verheiratete Schalkhammer-Hufnagl, (* 13. August 1982) ist eine ehemalige österreichische Fußballspielerin.

## Karriere

### Vereine
Hufnagl begann im Alter von neun Jahren in Langenrohr beim dort ansässigen SV Langenrohr mit dem Fußballspielen. Danach war sie in Altlengbach beim dort ansässigen SV Altlengbach-Laabental in der Zeit vom 20. Juli bis 30. September 1996 aktiv, bevor sie in die Jugendabteilung des SV Neulengbach wechselte. Im weiteren Verlauf stieg sie in deren Erste Mannschaft auf, die sie jedoch im Jahr 2001 verließ, da sie vom deutschen Bundesligisten FCR 2001 Duisburg verpflichtet wurde. Für diesen bestritt sie 18 Punktspiele, in denen sie zwei Tore erzielte. Ihr Pflichtspieldebüt gab sie am 19. August 2001 (1. Spieltag) beim 3:0-Sieg im Heimspiel gegen den 1. FC Saarbrücken; ihr erstes Tor erzielte sie am 2. September 2001 (3. Spieltag) beim 5:1-Sieg im Heimspiel gegen den Hamburger SV mit dem Treffer zum 4:1 in der 78. Minute.
Anschließend kehrte sie zum SV Neulengbach zurück, dem sie zwei Jahre lang in der Bundesliga angehörte und zu zwei Meisterschaften beitrug. In der Saison 2004/05 spielte sie für den italienischen Erstligisten ASD CF Bardolino, mit dem sie die Meisterschaft gewann. Danach gehörte sie in der Saison 2005/06 dem USC Landhaus Wien an, kehrte danach erneut zum SV Neulengbach zurück, mit dem sie erneut zwei Meisterschaften errang. Nach zwei Jahren veränderte sie sich nach St. Pölten und trug zunächst mit sieben Toren in acht Punktspielen für den Stadtteilverein ASV Spratzern zur Meisterschaft in der drittklassigen Landesliga Niederösterreich und somit zum Aufstieg in die 2. Liga Ost bei. In dieser Spielklasse trug sie mit 30 Toren in 21 Zweitligaspielen zur Meisterschaft bei; doch der Aufstieg in die Bundesliga wurde mit dem zweiten Platz in der Relegation verpasst. Erneut Erstplatzierter in der Folgesaison und erfolgreich im Hin- und Rückspiel gegen den SC-ESV Parndorf gelang der Aufstieg in die Bundesliga. In dieser Spielklasse bestritt sie lediglich am 22. und 28. April 2012 (13. und 14. Spieltag) zwei Punktspiele; für die Zweite Mannschaft kam sie in vier Spielen, in denen sie sieben Tore erzielte, in der Landesliga Niederösterreich zum Einsatz.
Für den SKV Altenmarkt bestritt sie in der Bundesligasaison 2012/13 (9/3), 2013/14 (9/1) und 2014/15 (1/0) insgesamt 19, für deren Zweite Mannschaft in der 2. Liga Ost/Süd fünf Punktspiele.
Ihre letzten beiden Jahre spielte sie noch einmal für den Verein, bei dem ihre Spielerkarriere ihren Anfang genommen hatte, für den SV Langenrohr. Vom 21. August 2016 (1. Spieltag) bis zum 28. Oktober 2018 (11. Spieltag) bestritt sie 39 Punktspiele in der Landesliga Niederösterreich und erzielte 26 Tore.

### Nationalmannschaft
Für die A-Nationalmannschaft bestritt sie im Zeitraum von neun Jahren 30 Länderspiele, in denen sie fünf Tore erzielte.

## Erfolge
in Österreich
- Österreichische Meisterin: 2002/03, 2003/04, 2006/07, 2007/08 (mit dem SV Neulengbach)
- Österreichische Pokalsiegerin: 2002/03, 2003/04 (mit dem SV Neulengbach)
- ÖFB-Supercup-Siegerin: 2003, 2004 (mit dem SV Neulengbach)
- Meisterin 2. Liga Ost 2009/10, 2010/11 (mit dem ASV Spratzern)
- Niederösterreichische Meisterin: 2008/09 (mit dem ASV Spratzern), 2018 (mit dem SV Langenrohr)

in Italien
- Italienische Meisterin: 2004/05 (mit der ASD CF Bardolino)

## Auszeichnung
- Österreichische Fußballspielerin des Jahres 2003 (Bruno-VdF-Fußballerwahl)